# Olgierd Stański
Olgierd Stański (ur. 4 kwietnia 1973 w Siedlcach) – polski lekkoatleta, dyskobol.

## Kariera
Zawodnik klubów: Wilgi Garwolin (1988–1993), Pogoni Siedlce (1993–1994), AZS-AWF Polkres Biała Podlaska (1994–2002, 2004 oraz 2006–2008), Żak Biała Podlaska (2003), NKS Namysłów (2005) i AZS UMCS Lublin (od 2009). Olimpijczyk z Sydney (2000). Po ukończeniu studiów podjął pracę jako asystent w Zakładzie Teorii Sportu IWFiS w Białej Podlaskiej. Od 2008 jest funkcjonariuszem Straży Granicznej.

## Najważniejsze osiągnięcia
- Puchar Europy, superliga: 3. miejsce 2002 – dysk (60,88 m)
- Puchar Europy, I liga: 1. miejsce 2000 – dysk (64,20 m)

Trzykrotny mistrz Polski (1999, 2000 i 2001).
- We wrześniu 2018 w Hiszpanii zdobył złote medale Światowych Igrzysk Służb Policyjnych i Straży Pożarnych w konkurencjach rzutu dyskiem (wynik 50,02 m) i pchnięcia kulą (12,89 m)[1].
- W sierpniu 2023 w Winnipeg w Kanadzie, na Światowych Igrzyskach Służb Policyjnych i Straży Pożarnych, osiągnął najlepsze wyniki w pchnięciu kulą (13,44 m) i rzucie dyskiem (53,13 m, nowy rekord mistrzostw w kategorii wiekoweʝ)[2]

## Rekordy życiowe
- rzut dyskiem – 64,20 m (9 lipca 2000, Bydgoszcz[3]) – 10. wynik w historii polskiej lekkoatletyki